# Ernesto Segura
Ernesto Segura (* 24. Oktober 1914 in Mar del Plata; † 13. März 1972) war ein argentinischer römisch-katholischer Geistlicher und Weihbischof in Buenos Aires.

## Leben
Ernesto Segura empfing am 29. Oktober 1939 das Sakrament der Priesterweihe.
Am 7. April 1962 ernannte ihn Papst Johannes XXIII. zum Titularbischof von Carpi und zum Weihbischof in Buenos Aires. Der Erzbischof von Buenos Aires, Antonio Kardinal Caggiano, spendete ihm am 29. April desselben Jahres die Bischofsweihe; Mitkonsekratoren waren der Erzbischof von Santa Fe, Nicolás Fasolino, und der Bischof von Santiago del Estero, Manuel Tato.
Ernesto Segura nahm an allen vier Sitzungsperioden des Zweiten Vatikanischen Konzils teil.